# Стави Полтавської області
Стави Полтавської області — стави, які розташовані на території Полтавської області (в адміністративних районах і басейнах річок).
На території Полтавської області налічується 2688 ставків, загальною площею 19963 га, об'ємом 278,1 млн м³.

## Загальна характеристика
Територія Полтавської області становить 28,8 тис. км² (4,8 % площі України).
Полтавська область повністю розташована  в межах басейну Дніпра. 
В структурі гідрографічної мережі області одна велика річка – Дніпро (145 км в межах області). Притоки Дніпра – середні річки – Сула, Удай, Оржиця, Псел, Хорол, Ворскла, Мерло, Оріль. 
За цільовим призначенням більшість ставків комплексного використання, а також для зрошення, зволоження і риборозведення. 
Найбільше ставків знаходиться у Глобинському (490 шт.), Зіньківському (205 шт.) та Миргородському (183 шт.) районах. 
Близько третини  ставків потребують очистки від замулення, реконструкції та впорядкування гідротехнічних споруд. 
Близько 30% ставків області використовуються на умовах оренди.

## Наявність ставків у межах адміністративно-територіальних районів та міст обласного підпорядкування Полтавської області[1]
| Район, місто       | Кількість ставків, шт. | Площа ставків, га | Об'єм ставків, млн м³ | В оренді, шт. | В оренді, га |
| ------------------ | ---------------------- | ----------------- | --------------------- | ------------- | ------------ |
| Великобагачанський | 63                     | 616               | 8,9                   | 33            | 210          |
| Гадяцький          | 148                    | 576               | 8,7                   | 96            | 254          |
| Глобинський        | 490                    | 8118              | 115,9                 | 23            | 365          |
| Гребінківський     | 44                     | 350               | 9,0                   | 5             | 27           |
| Диканський         | 105                    | 304               | 3,8                   | 64            | 132          |
| Зіньківський       | 205                    | 358               | 6,5                   | 59            | 207          |
| Карлівський        | 108                    | 724               | 8,8                   | 43            | 210          |
| Кобеляцький        | 56                     | 412               | 1,6                   | 11            | 48           |
| Козельщинський     | 36                     | 118               | 3,8                   | 9             | 27           |
| Котелевський       | 8                      | 72                | 2,1                   | 5             | 52           |
| Кременчуцький      | 74                     | 1396              | 12,8                  | 11            | 43           |
| Лохвицький         | 151                    | 465               | 9,1                   | 49            | 291          |
| Лубенський         | 93                     | 462               | 7,2                   | 25            | 243          |
| Машівський         | 71                     | 1008              | 8,8                   | 49            | 392          |
| Миргородський      | 183                    | 856               | 9,2                   | 61            | 213          |
| Новосанжарський    | 57                     | 331               | 7,7                   | 27            | 210          |
| Оржицький          | 37                     | 443               | 4,9                   | 3             | 55           |
| Пирятинський       | 43                     | 206               | 6,4                   | 16            | 51           |
| Полтавський        | 139                    | 443               | 7,1                   | 61            | 169          |
| Решетилівський     | 36                     | 264               | 2,4                   | 16            | 104          |
| Семенівський       | 29                     | 412               | 1,8                   | 10            | 83           |
| Хорольський        | 71                     | 624               | 10,5                  | 35            | 288          |
| Чорнухинський      | 59                     | 179               | 5,4                   | 10            | 111          |
| Чутівський         | 151                    | 630               | 6,4                   | 63            | 199          |
| Шишацький          | 159                    | 504               | 7,4                   | 18            | 134          |
| м. Полтава         | 60                     | 62                | 1,2                   | -*            | -            |
| м. Кременчук       | 1                      | 3                 | 0,1                   | -             | -            |
| м. Лубни           | 9                      | 15                | 0,4                   | -             | -            |
| м. Миргород        | 2                      | 12                | 0,1                   | -             | -            |
| Разом              | 2688                   | 19963             | 278,1                 | 802           | 4118         |

Примітки:  -*  - немає ставків, переданих в оренду.

## Наявність ставків у межах основнихрайонів річкових басейнівна території Полтавської області[1]
| Район річкового басейну | Кількість ставків, шт. | Площа ставків, га | Об'єм ставків, млн м³ | В оренді, шт. | В оренді, га |
| ----------------------- | ---------------------- | ----------------- | --------------------- | ------------- | ------------ |
| Дніпра, у тому числі    | 2688                   | 19963             | 278,1                 | 802           | 4118         |
| р. Сула                 | 475                    | 2640              | 47,0                  | 121           | 893          |
| р. Ворскла              | 736                    | 2655              | 30,1                  | 220           | 1268         |
| Разом                   | 2688                   | 19963             | 278,1                 | 802           | 4118         |

Всі ставки Полтавської області знаходяться в басейні Дніпра.